# Comuna Dmîtrivka, Velîka Pîsarivka
Dmîtrivka (în ucraineană Дмитрівка) este o comună în raionul Velîka Pîsarivka, regiunea Sumî, Ucraina, formată din satele Bratenîțea, Dmîtrivka (reședința), Lukașivka, Oleksandrivka și Șevcenkove.

## Demografie
Componența lingvistică a comunei Dmîtrivka
     Ucraineană (91,67%)
     Rusă (7,8%)
     Alte limbi (0,14%)
Conform recensământului din 2001, majoritatea populației comunei Dmîtrivka era vorbitoare de ucraineană (91,67%), existând în minoritate și vorbitori de rusă (7,8%).